# Piazza dell'Abbadia
Piazza dell'Abbadia è una piazza di Siena, in Toscana.

## Storia
L'odonimo, attestato sin dal 1789, deriva dall'originaria presenza dell'abbazia di San Michele al monte di San Donato, nota come chiesa dell'Abbadia, fondata dai Vallombrosani nel XII secolo. La chiesa, pur avendo subito restauri nel Novecento, conserva la facciata a capanna con rosone centrale, simile a quella del monastero vallombrosano dei Pispini, chiamato "Abbadia Nuova".
Nel XVI secolo, i beni dell'abbazia furono confiscati dal granduca Cosimo I de' Medici e concessi ai Cavalieri di Santo Stefano. Nella seconda metà del XVII secolo, i Carmelitani stabilirono la loro sede nell'edificio, dando alla piazza il loro nome, mantenuto fino alla fine del XVIII secolo. La piazza ospitò anche la sede della Compagnia laicale della Madonna della Disciplina, poi di San Michele Arcangelo, e, dopo una scissione, quella dei fratelli della Compagnia di San Michele di Dentro, che si riunivano nel piccolo oratorio di fianco alla chiesa.

## Edifici e monumenti
Chiesa di San Donato
La chiesa ha origini nel monastero benedettino vallombrosano, fondato nel 1109 con l'autorizzazione di papa Pasquale II, come dipendenza dell'abbazia di San Michele Arcangelo a Passignano. Nel XVI secolo l'attività monastica declinò e l'edificio ospitò dal 1597 al 1666 il seminario dei Sacri Chiodi. Successivamente, i Carmelitani trasformarono radicalmente il complesso in stile barocco. L'edificio, a pianta a croce latina, ha perso le forme romaniche originarie, conservando solo il tiburio ottagonale, e all'interno si mostra in stile barocco a un'unica navata. All'interno conserva opere d'arte di Sebastiano Folli, Giovanni Battista Sorbi e Antonio Nasini.
Oratorio della Congregazione dei Sacri Chiodi e di San Michele Arcangelo di Dentro
Piccolo oratorio annesso alla chiesa, di epoca tardo-rinascimentale, decorato in stile barocco. Ha ospitato nella sua storia la Congregazione dei Sacri Chiodi, la Compagnia laicale della Madonna della Disciplina, poi di San Michele Arcangelo, e infine quella dei fratelli della Compagnia di San Michele di Dentro. Nel dopoguerra, l'oratorio è stato trasformato nel cinema d'essai "Cineforum", oggi cinema "Alessandro VII".
Palazzo dei Cavalieri di Santo Stefano
Sul lato destro della piazza si trova il palazzo che ospitò i Cavalieri di Santo Stefano. All'inizio del XX secolo, l'edificio divenne la sede dello Stabilimento arti grafiche Lazzeri, fondato nel 1847 come Tipografia Sordomuti per opera di Tommaso Pendola e poi proprietà di Luigi Lazzeri dopo avere incorporato nel 1868 la Stamperia Onorato Porri. La tipografia rimase in questa sede fino alla fine degli anni 1960. Il palazzo ospita oggi la sezione credito fondiario della banca Monte dei Paschi.
Rocca Salimbeni
Di fronte alla chiesa si trova il retro dell'ex rocca di palazzo Salimbeni, con le mura dell'antico castellare e l'ex porta di San Donato, che conduceva verso il cortile della dogana.

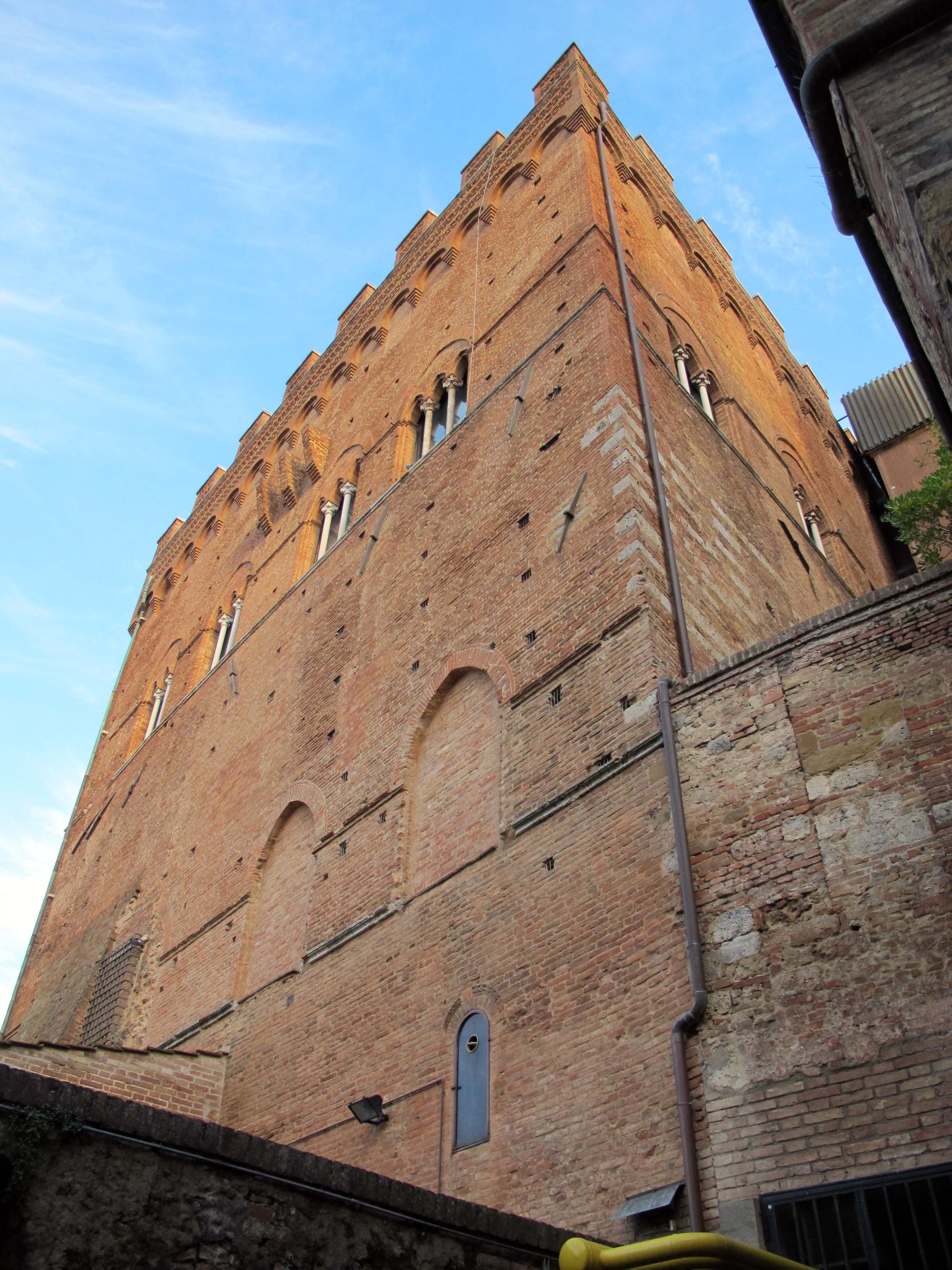
La torre sul retro della rocca Salimbeni
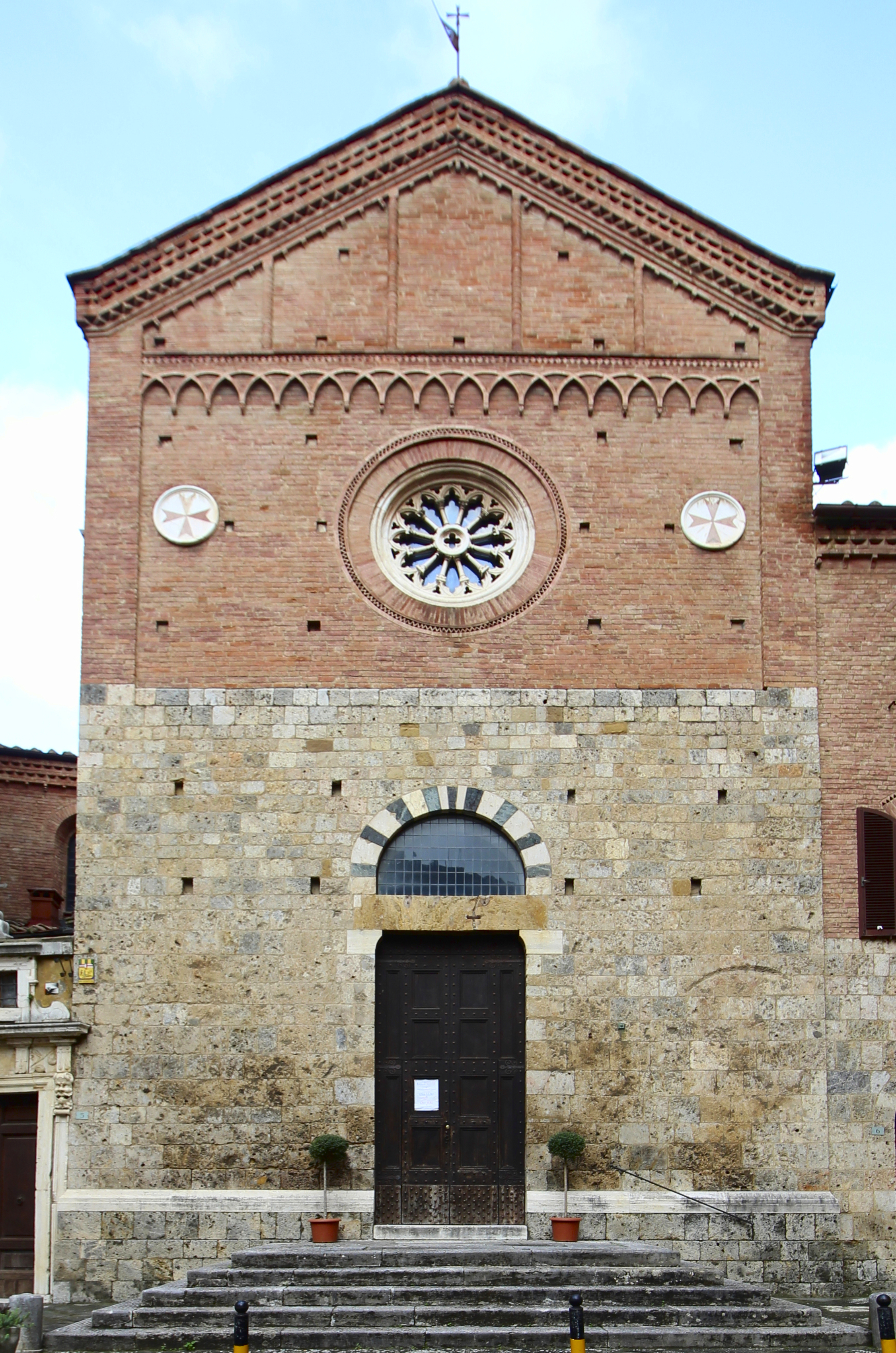
La chiesa di San Donato in San Michele Arcangelo
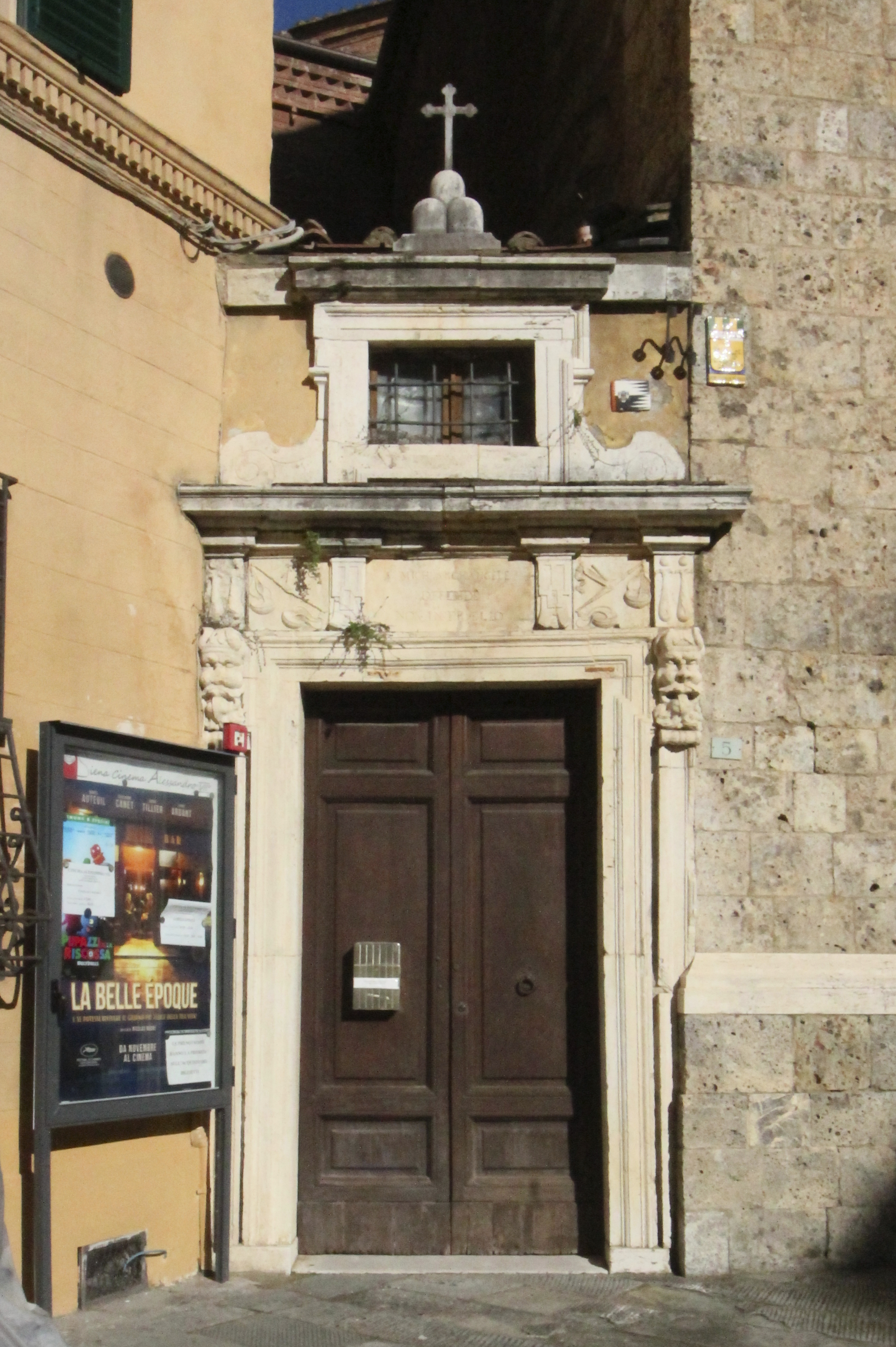
L'ex oratorio di San Michele di Dentro